# Planorbarius
Planorbarius är ett släkte av snäckor som beskrevs av Duméril 1806. Planorbarius ingår i familjen posthornssnäckor.
Släktet innehåller bara arten Planorbarius corneus.

## Bildgalleri

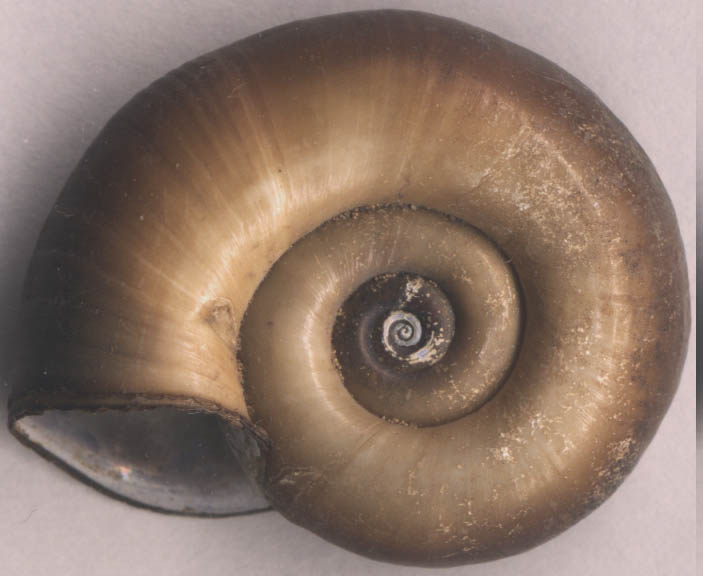
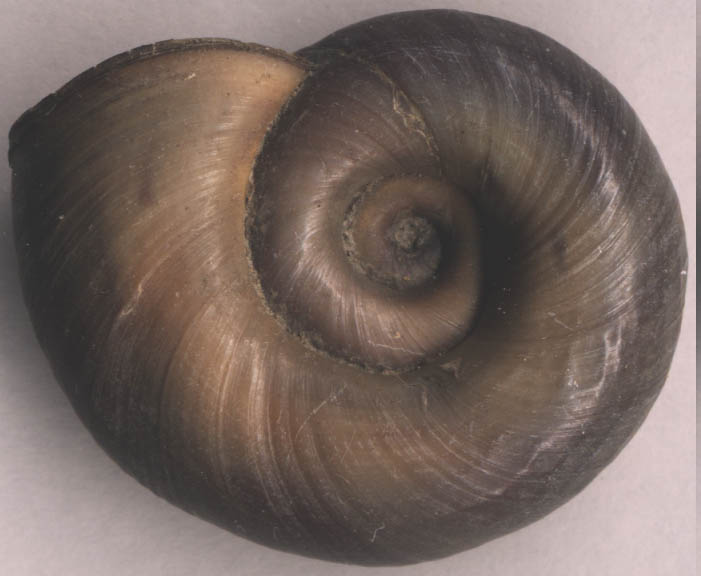